# Xenocentrizmus
A xenocentrizmus (görög: ξένο, átírással xéno (idegen); latin: centrum (közép)) egy politikai neologizmus, aminek ellentéte az etnocentrizmus. A xénocentrizmus egy idegen kultúra termékeinek, stílusainak, eszméinek előnyben részesítése saját kultúrához képest. Példa a xénocentrizmus jelenségére a 18. század primitivizmus-mozgalma az európai művészetekben és filozófiában, valamint e kor nemes vadember nézete.

## A kifejezés eredete
A társadalomtudományban nemrég vezették be a kifejezést, egy sajátos nézetű csoport megnevezése céljából. Az etnocentrizmus – ahogy William Graham Sumner, a Yale Egyetem professzora fogalmazott – egy viszonyulási mód jellegzetessége, egy másik kultúrának, illetve más kultúráknak a saját kultúra normái és értékei szerinti megítélése alapján, magyarul gyakran faji felsőbbrendűségnek említik. Ezen ötletből kiindulva John D. Fullmer, a Brigham Young Egyetemtől létrehozta a xénocentrizmus fogalmát, amit az egyén etnocentrizmusa kijavításának próbája eredményeként definiált.

## Jelenségek
- A külföldön élő, kínai szokásokat nem annyira őrző kínaiakat „banánoknak” hívják a kínai profanitásban, utalva a növény külső és belső színének különbségére.
- A koreai hullám vagy Hallyu alatt értjük a dél-koreai kultúra terjedésének jelenségét, ami 1999 óta világ méretűvé nőtte ki magát a zene és a filmiparnak köszönhetően.